# 5828-as mellékút (Magyarország)
Az 5828-as mellékút egy majdnem pontosan 9 kilométeres hosszúságú, négy számjegyű mellékút Baranya vármegye területén; az 58-as főút szalántai szakaszától húzódik Görcsöny központjáig. Kisebb-nagyobb irányváltásaitól eltekintve a fő iránya végig nyugati.

## Nyomvonala
Az 58-as főútból ágazik ki, kevéssel annak a 13. kilométere előtt, Szalánta belterületének északi peremén, nyugati irányban. Települési neve nincs is, sőt alig 600 méter után a község határai közül is kilép és Bosta területén folytatódik. E község belterületét nem is érinti, csak az északi széle mellett halad el, központjába csak az 58 155-ös számú mellékút vezet be, mely 1,7 kilométer után ágazik ki dél-délnyugat felé. [Még egy, említést érdemlő elágazása van Bosta területén: 1,2 kilométer után, tehát még a falu előtt, egy jelöletlen leágazásnál letérve lehet megközelíteni a garéi veszélyeshulladék-lerakó létesítményeit.]
2,5 kilométer után Szilvás határai közé ér, a község belterületén nagyjából a 3. és 4. kilométerei között halad át, több irányváltással, de – úgy tűnik – végig az Attila utca nevet viselve. Szőke a következő község, melynek területén áthalad, de központját ennek sem érinti, az oda vezető 58 119-es számú mellékút 4,7 kilométer megtétele után ágazik ki belőle, déli irányban.
5,4 kilométer után eléri Regenye keleti határszélét, ott egy darabig még továbbra is nyugatnak halad, majd északnak fordul, így éri el a belterületet, kevéssel a hatodik kilométere után. Települési neve e községben Fő utca, ezt végig megőrzi, függetlenül attól, hogy a központban újabb irányváltásai következnek. A 7+150-es kilométerszelvénye közelében szeli át az útjába eső utolsó település, Görcsöny határát, s e helység központjában ér véget, keleti irányból beletorkollva az 5816-os út 11+200-as kilométerszelvénye közelében lévő körforgalmú csomópontba. Ugyanabban a csomópontból ágazik ki dél felé az 5814-es út, mely innen Harkány központjáig vezet.
Teljes hossza, az országos közutak térképes nyilvántartását szolgáló kira.kozut.hu adatbázisa szerint 8,990 kilométer.

## Története
A Kartográfiai Vállalat 1990-ben megjelentetett Magyarország autóatlasza az 58-astól Szilvásig terjedő szakaszát pormentes, Szőke és Görcsöny köztit portalanított útként tünteti fel, a közbeeső, mintegy egy kilométeres részt ellenben földútként jelöli. A Google Utcakép 2021-ben elérhető felvételeinek tanúsága szerint azonban azok készítésekor, 2018-ban már az a szakasz is szilárd burkolattal rendelkezett.

## Települések az út mentén
- Szalánta
- (Bosta)
- Szilvás
- (Szőke)
- Regenye
- Görcsöny